# Episodi di Private Practice (terza stagione)
La terza stagione della serie televisiva Private Practice, composta da 23 episodi è andata in onda negli Stati Uniti a partire dal 1º ottobre 2009 sul network ABC.
In chiaro viene trasmessa sull'emittente Rai 2 dal 28 luglio 2011 al 1º settembre 2011 con un triplo appuntamento alle 21:05.
In Italia, la terza stagione viene trasmessa in prima visione assoluta dal 9 dicembre 2009, ogni mercoledì alle ore 22:00, su Fox Life di SKY. Dal 15 febbraio 2010 la programmazione è stata spostata al lunedì per non creare una controprogrammazione con l'ultima stagione di Lost in onda da mercoledì 10 febbraio 2010 su Fox Life di SKY
Brian Benben entra a far parte del cast regolare a partire dal 7º episodio.
Chris Lowell abbandona il cast alla fine della stagione.
| nº | Titolo originale                  | Titolo italiano               | Prima TV USA     | Prima TV Italia  |
| -- | --------------------------------- | ----------------------------- | ---------------- | ---------------- |
| 1  | A Death in the Family             | Lutto in famiglia             | 1º ottobre 2009  | 9 dicembre 2009  |
| 2  | The Way We Were                   | Come eravamo                  | 8 ottobre 2009   | 16 dicembre 2009 |
| 3  | Right Here, Right Now             | Qui e ora                     | 15 ottobre 2009  | 23 dicembre 2009 |
| 4  | Pushing the Limits                | Oltrepassare il limite        | 22 ottobre 2009  | 13 gennaio 2010  |
| 5  | Strange Bedfellows                | Strani compagni di letto      | 29 ottobre 2009  | 20 gennaio 2010  |
| 6  | Slip Slidin' Away                 | Scivolare via                 | 5 novembre 2009  | 27 gennaio 2010  |
| 7  | The Hard Part                     | La parte difficile            | 12 novembre 2009 | 3 febbraio 2010  |
| 8  | Sins of the Father                | I peccati del padre           | 19 novembre 2009 | 15 febbraio 2010 |
| 9  | The Parent Trap                   | Delusioni                     | 3 dicembre 2009  | 22 febbraio 2010 |
| 10 | Blowups                           | Esplosioni                    | 3 dicembre 2009  | 22 febbraio 2010 |
| 11 | Another Second Chance             | Un'altra seconda chance       | 14 gennaio 2010  | 1º marzo 2010    |
| 12 | Best Laid Plans Online            | La scelta più difficile       | 21 gennaio 2010  | 8 marzo 2010     |
| 13 | Shotgun                           | Doppia scelta                 | 4 febbraio 2010  | 15 marzo 2010    |
| 14 | Love Bites                        | L'amore fa male               | 11 febbraio 2010 | 3 maggio 2010    |
| 15 | Til Death Do Us Part              | Finché morte non ci separi    | 18 febbraio 2010 | 10 maggio 2010   |
| 16 | Fear of Flying                    | Paura di volare               | 4 marzo 2010     | 17 maggio 2010   |
| 17 | Triangles                         | Triangoli                     | 11 marzo 2010    | 24 maggio 2010   |
| 18 | Pulling the Plug                  | Staccare la spina             | 25 marzo 2010    | 31 maggio 2010   |
| 19 | Eyes Wide Open                    | Occhi ben aperti              | 1º aprile 2010   | 7 giugno 2010    |
| 20 | Second Choices                    | Seconda scelta                | 22 aprile 2010   | 21 giugno 2010   |
| 21 | War                               | Segreti svelati               | 29 aprile 2010   | 28 giugno 2010   |
| 22 | In the Name of Love               | Nel nome dell'amor            | 6 maggio 2010    | 5 luglio 2010    |
| 23 | The End of a Beautiful Friendship | La fine di una bella amicizia | 13 maggio 2010   | 12 luglio 2010   |

## Lutto in famiglia
- Titolo originale: A Death in the Family
- Diretto da: Mark Tinker
- Scritto da: Shonda Rhimes, Jon Cowan e Robert Rovnar

### Trama
La puntata si divide tra flashback e contemporaneità che mostrano come Violet, Cooper e Pete siano entrati nel progetto iniziale della Ocean side e di come Violet e Pete abbiano cominciato a conoscersi.
Flashback: Pete, visibilmente addolorato, è al funerale accompagnato da Sam e Naomi. L'indomani, Sam e Naomi hanno appena aperto il loro studio nel quale hanno assunto i loro due primi dottori: Violet e Cooper. Sam e Naomi, amici da sempre di Pete sono preoccupati per lui e decidono di farlo parlare con Violet. Avviene l'incontro ma Pete, sostenendo di stare bene, non si confida con la donna, facendo sorgere in lei dei dubbi sulla sua reale condizione. Intanto, Sam e Naomi, felici più che mai, propongono ai due nuovi soci il nome dello studio: "Ocean side" e, inoltre, propongono loro di assumere Pete come nuovo dottore in quanto bravo e, oltretutto, anche loro amico. Cooper è più che d'accordo mentre Violet pensa che l'uomo non sia ancora in grado di lavorare in quanto turbato dalla morte della moglie. Sam propone allora un altro incontro: questa volta Pete attacca Violet in quanto le critica di giudicarlo senza sapere e se ne va. Fuori c'è Sam ad aspettarlo che, dispiaciuto per l'amico, gli dice di rendersi conto di essere fortunato ad avere Naomi e Maya. La scena si sposta nuovamente a Violet nel suo studio dove, inaspettatamente torna Pete.che si sfoga con lei dicendole di odiare sua moglie. La sera, Sam, Naomi e Cooper si trovano a discutere su chi assumere quando arriva Violet e dice loro di assumere Pete.
Presente: Pete corre da Violet per festeggiare il loro fidanzamento ma, non appena entra in casa trova la donna priva di sensi.e con la pancia tagliata.sdraiata sul pavimento. Preso dal panico, prova con i primi soccorsi quando arriva anche Naomi. La donna sconvolta chiama un'ambulanza e di corsa tutti corrono lì. L'ospedale si sta mobilitando per lei mentre arrivano anche Cooper, Sam, Dell con Betsy, Sheldon e Addison. Tutti vorrebbero fare qualcosa ma in sala operatoria entrano solo Addison e Naomi: Addison, mantenendo il controllo, comincia ad operare Violet rendendosi conto che la situazione è veramente complicata: le emorragie non si arrestano e i valori vitali non salgono. Intanto la situazione fuori dalla sala operatoria è delle peggiori: tutti sono in preda al panico e c'è chi come Sheldon lo manifesta attaccando Pete, chi come Pete che pensa al peggio e chi, come Cooper, che si sente in colpa. Il telefono di Cooper continua a squillare e lui, nervoso più che mai, continua a rifiutare le chiamate. Pete è costretto a parlare con la polizia, cosa che lo innervosisce ancora di più. Dell, sentendosi impotente entra in sala operatoria dove rimane accanto a Violet parlandole e raccontandole di come sia riuscito a prendersi Betsy. In sala operatoria Addison si trova di fronte una scelta difficile: togliere l'utero a Violet o cercare di salvarlo. Per decidere, chiede consiglio a Pete e Sheldon che optano per l'estrazione dell'utero mentre Cooper dice di salvarlo visto che il bambino non si trova. Addison torna in sala operatoria e comincia l'operazione per mantenere l'utero. Fuori, dove la situazione è sempre più difficile, Cooper viene di nuovo chiamato e, in preda alla rabbia, va dall'infermiera che lo sta chiamando e, arrivato lì, vede la paziente di Violet che l'ha quasi uccisa con il suo bambino. Capendo la situazione, Cooper asseconda la donna e viene aiutato anche da Pete. Non appena riescono a prendere in braccio il bambino, la donna viene arrestata. Ora Addison si trova costretta a lasciare Violet nelle mani di Naomi, che riesce a controllare la situazione anche quando si complica, e correre dal bambino per operarlo. Ora le operazioni sono finite e Sam, Dell, Cooper e Charlotte si trovano in sala d'attesa ad aspettare mentre Naomi ed Addison sono fuori dalla stanza di Violet che è in compagnia di Pete. Tutti aspettano il risveglio della donna e del bambino. Nell'attesa, Addison litiga con Naomi accusandola di averla lasciata da sola contro tutto. Poco dopo, tutti attendono il risveglio di Violet nella sua stanza.tranne Cooper che è in sala d'attesa.
Ultimo flashback: di nuovo il funerale della moglie di Pete. L'uomo, addolorato, viene sorretto da una nuova amica: Violet.
Presente: Violet si risveglia: l'operazione è andata bene e Addison può finalmente tirare un sospiro di sollievo e piangere. Si guarda intorno e la prima cosa che chiede è: "Lui dov'è?". A quel punto, Pete dà alla mamma il suo bambino che, sano e salvo, riempie di gioia il cuore della donna.
- Guest star: Brian Benben, Amanda Foreman.
- Ascolti Italia: telespettatori 1 406 000 – share 6.54%[2]

## Come eravamo
- Titolo originale: The Way We Were
- Diretto da: Donna Deitch
- Scritto da: Patti Carr e Lara Olsen

### Trama
Violet è tornata a casa con il piccolo Lucas e Pete ma la donna non ha ancora superato del tutto il trauma. Pete vorrebbe continuare a non andare al lavoro per starle vicino ma Violet, sicura di sé, non vuole impedirgli di lavorare.
Intanto alla Ocean side, i rapporti di Naomi con il resto dello staff sono peggiorati e la stessa Addison non le rivolge parola. Mentre stanno pensando se cercare un nuovo medico per lo studio, Cooper viene chiamato dall'ospedale e, una volta arrivato, fa chiamare immediatamente anche Sam ed Addison: a quanto pare, una sua paziente e la sua famiglia, hanno avuto una brutta lite con conseguenze molto gravi. Ora tutti e tre si trovano a combattere con la famiglia: Addison con la donna che, incinta, è apparentemente la causa di tutto; Sam con il padre che ha picchiato moglie e figlia e Cooper con la bambina. Mentre Addison cura la donna, arriva la polizia per arrestarla e, poco dopo, la bambina ha un brutto attacco di rabbia che viene calmato solo dall'arrivo di Cooper e della madre. Impaurito e preoccupato da ciò, Cooper chiede aiuto ad Addison che gli consiglia degli esami.
Il pomeriggio, Addison e Naomi, nonostante le tensioni tra loro, vanno da Violet e da Lucas per cercare di tirare un po' su di morale l'amica, tentativo che però si rivela vano. Tornate ognuna al proprio lavoro, Addison e Cooper scoprono che in realtà fu la bambina a pugnalare il padre e che la sua rabbia improvvisa è causata da un raro tumore alle ovaie che può essere asportato per far tornare tutto alla norma.
A casa Violet non riesce a prendere Lucas e, inaspettatamente, l'arrivo di Charlotte riesce a farla tirare su e a farla ragionare. Quando Charlotte se ne va con le camicie di Cooper, arriva proprio lui che riesce a scusarsi con l'amica e a confessarle di sentirsi in colpa.
Alla Ocean side intanto, Pete ha un incontro con Sheldon il quale lo fa riflettere e così, tornato a casa, Pete saluta Violet dicendole che deve superare il trauma da sola. Violet, l'indomani, riflette su come essere una buona madre e, preso il coraggio necessario, esce di casa e va da Pete dandogli Lucas, perché è lui il meglio per il bambino.
- Guest star: Brian Benben, Kelie Martin, Ken Marino, Emily Rae.
- Ascolti Italia: telespettatori 1 509 000 – share 7.4%[2]

## Qui e ora
- Titolo originale: Right Here, Right Now
- Diretto da: Rob Corn
- Scritto da: Dana Baratta

### Trama
Addison è in ospedale dove riceve la dottoressa Bailey quale ha bisogno di una sala operatoria del St. Ambrose Hospital, visti i problemi nel suo ospedale. L'intervento che devono effettuare è un semplice trapianto di rene tra due sorelle ma, le cose si complicano quando Sam fa le analisi e si scopre che la donatrice è siero positiva. La notizia, implica l'impossibilità del trapianto ma vista la gravità della situazione, la dottoressa Bailey decide di aspettare un eventuale donatore fino alla mattina seguente, altrimenti opererà lo stesso. L'indomani, non vi è nessun donatore e, con il consenso di Charlotte, avviene l'operazione durante la quale sarà essenziale Sam.
Intanto alla Ocean side è tornata Violet la quale si trova costretta a combattere con Sheldon che, contrario all'affidamento di Lucas a Pete, le chiede il consenso per fare il test di paternità. Stremata, Violet accetta nonostante Pete sia contrario. La donna, per sentirsi confortata da qualcuno, decide allora di andare da Naomi.
Cooper si occupa di un suo paziente con problemi al sistema immunitario che scalpita per poter andare al ballo della scuola e poter finalmente baciare la sua ragazza. Cooper, dopo aver consultato anche Pete, riesce con il suo aiuto a rendere i valori del ragazzo buoni per farlo uscire ma ora il problema è la madre del ragazzo: la donna è influenzata, cosa che impedisce al ragazzo di uscire. La sera però, la donna chiama Cooper che, insieme a Pete, corre al ballo dove il ragazzo è andato. I due dottori, lo portano via dopo che quest'ultimo ha baciato la sua ragazza ma, proprio sull'uscio della porta, il ragazzo sviene e viene portato di corsa in ospedale dove, fortunatamente viene salvato.
Mentre Addison gira per lo studio con Miranda, viene chiamata da Morgan, la moglie di Noah, che l'accusa di averle rovinato il matrimonio.
A fine giornata, Violet va da Pete per dargli gli esiti del test e incrocia Sheldon che capisce che Lucas non è il suo bambino. Cooper decide di andare da Charlotte e portarla di nuovo a vivere con sé. Addison, dopo aver ammesso con Miranda di amare Noah decide di andare da Naomi e tornare a confidarsi con lei.
- Special guest star: Chandra Wilson
- Guest star: Brian Benben, Amanda Detmer, Joey Honsa, Alexie Gilmore, Jared Kusnitz.
- Cross-over con l'episodio della serie Grey's Anatomy dal titolo Invasione.
- Ascolti Italia: telespettatori 1 385 000 – share 8.39%[2]

## Oltrepassare il limite
- Titolo originale: Pushing the Limits
- Diretto da: Allison Liddi-Brown
- Scritto da: Ayanna A. Floyd

### Trama
Arrivati tutti in ufficio, e consapevoli del fatto che dopo l'abbandono di Naomi manca un medico, Addison propone di riscuotere la sua quota mediante un cospicuo assegno.
Dopo l'operazione svolta, Sam è convinto di poter tornare ad operare tanto che la stessa Addison gli chiede di diventare lui il chirurgo della Ocean side. Intanto, i due insieme a Pete e Cooper, lasciando in disparte Violet, si dedicano alla giornata dell'assistenza gratis ai senza tetto. Qui si imbattono in una ragazzina con un figlio di due anni che, rifiutata dalla madre, vive da barbona insieme al bambino. Visitandolo, il bimbo risulta avere una grave patologia, e così Addison, appoggiata dagli altri, convoca la madre, mossa che però non viene gradita dalla ragazzina, che se ne va portando con sé il figlio. I due vengono ritrovati poco dopo, ma le condizioni del bambino si sono complicate, tanto che lo stesso Sam si trova costretto ad operare. L'operazione, dopo alcune complicanze, va per il meglio e tutto si risolve anche tra madre e figlia.
Alla Ocean side intanto, Dell si occupa di una sua paziente convinta di dover partorire in quel giorno ma che, nonostante le ripetute sollecitazioni non se ne va a casa, porta Dell a sfogarsi con lei e ad urlarle contro. Poco dopo, alla donna si romperanno le acque e Dell l'aiuterà a partorire cosa che gli farà capire come dovrà comportarsi con Betsy, ora affidata esclusivamente a lui.
Violet si confronta con una coppia dove la ragazza, dopo lo stupro, rimane incinta e pensa di tenere il bambino nonostante il parere contrario del marito. Dopo qualche seduta, Violet convincerà la donna ad abortire usando però parole che mostrano in realtà ciò che lei pensa.
Naomi intanto, incontra Pete nel suo nuovo ufficio e l'uomo è totalmente scosso dal fatto che Violet non guarda nemmeno un attimo Lucas ma, in quel momento, incontra Sheldon che lo caccia in malomodo. Solo dopo Sheldon si rende conto del malessere di Pete e così propone a Naomi di assumerlo da loro.
A fine giornata, Cooper torna a casa da Charlotte e confessa alla donna di non avere i soldi per l'assegno per Addison. Sam e Addison sono in ufficio a parlare quando entra Charlotte che porta l'assegno per Cooper e uno per lei chiedendo di essere assunta. Pete va da Violet e le comunica la sua scelta: se ne andrà dalla Ocean side per andare a lavorare con Naomi.
- Guest star: Tracie Thoms, Kristin Bauer, Lucy Hale, Samantha Quan, Charles Malik Whitfield.

## Strani compagni di letto
- Titolo originale: Strange Befdfellows
- Diretto da: Steve Gomer
- Scritto da: Kathy McCormick

### Trama
È il giorno del processo contro Katy e Violet deve testimoniarle contro ma, non appena vede la donna, si blocca e se ne va. Nel suo ufficio, riesce a sfogarsi con Sam cosa che stupisce molto Cooper e, poco dopo, arriva per parlare con lei il padre di Katy. I due hanno una lunga conversazione durante la quale, non si sa come, il padre riesce a convincere Violet ad incontrare Katy. Durante il colloquio tra loro, Violet viene molto colpita dal nuovo stato mentale della donna e sembra, dopo averle confessato tutto il suo odio, provare pena per lei. Tornata in ufficio, incontra Cooper al quale confessa di essere andata a parlare con Katy.
Addison intanto, convince Sam a prendere Charlotte a lavorare con loro e la donna, felice del nuovo impiego, informa anche Cooper della sua nuova specializzazione in sessuologia, cosa che però non piace molto all'uomo.
Addison si trova di fronte le due pazienti cui Naomi aveva invertito gli ovuli e una delle due ha una complicanza: il bambino ha un tumore. Vista la situazione, Addison e Sam si trovano costretti a coinvolgere anche Naomi. Dopo qualche opposizione, la donna si convince ad essere operata, rischiando di non poter poi più fare bambini. L'operazione non va come dovrebbe e il bambino perde la vita. Le due donne, disperate, sembrano però capire la situazione ma quando torna il marito della donna, l'altra, convinta di essere sola al mondo, se ne va nonostante Naomi tenti di fermarla.
L'indomani Violet, insieme a tutti i suoi amici, si reca di nuovo in tribunale. Questa volta però riesce a parlare e a raccontare tutto, ma quando l'avvocato di Katy le chiede se ritiene che la sua assistita fosse in sé o se il suo comportamento fosse alterato dalla malattia mentale, Violet a dispetto di quanto pensavano tutti, conferma che Katy non era in sé. A quelle parole, Pete sconvolto se ne va. Poco dopo i due si incontrano in ufficio e Violet capisce quanto la cosa abbia scosso non solo lei, ma anche Pete che non riesce a capire come la donna possa aver affermato una cosa simile, lasciando così libera Katy.
- Guest star: Amanda Foreman, Tessa Thompson, Robin Weigert, John Getz, Tamlyn Tomita, DaJuan Johnson.

## Scivolare via
- Titolo originale: Slip Slidin' Away
- Diretto da: Helen Shaver
- Scritto da: Fred Einesman

### Trama
Addison va con Pete a casa di una loro paziente con un tumore ovarico che però, sembra essersi espanso molto. La donna viene portata in ospedale e lascia ad Addison il suo gatto. Qui, Addison incontra il nuovo oncologo della donna il quale la informa che non verrà sottoposta a chemioterapia. L'indomani, quando Addison sta andando con il gatto a trovarla, viene invitata dall'oncologo a uscire e, dopo aver accettato, entra nella stanza dove però trova la donna già morta.
Allo studio di Naomi intanto, è stato assunto, a sua insaputa, un nuovo dottore, sulla sedia a rotelle, che lei non sopporta. L'uomo ha convocato una coppia di nani che vuole che Naomi gli faccia concepire un bambino nano. La donna, contraria alla cosa, urla contro il nuovo dottore tutta la sua rabbia ma, dopo aver parlato con la coppia e capite le loro motivazioni, accetta di far concepire loro un bambino nano. Si muove allora e fa delle ricerche dalle quali però scopre che una manipolazione genetica del genere comporta delle malattie nel bambino e così, ci ripensa e non farà l'operazione.
Charlotte, dopo una iniziale crisi per il nuovo lavoro non ricevendo pazienti, incontra un uomo ma, durante il colloquio, capisce che dietro tutto c'è Cooper. Infuriata, urla contro Cooper capendo però che l'uomo ha agito per il suo bene e, insieme, capiscono che l'idea di sfruttare la chat avuta da Cooper non è poi così sbagliata.
Violet e Pete si occupano di una coppia di loro pazienti dove la donna è affetta da una forte depressione. Violet allora, ora convinta di dover dire sempre e solo quello che pensa, convince la ragazza a sottoporsi ad elettroshock, nonostante l'opposizione di Pete. Dopo l'elettroshock, la ragazza sembra guarita del tutto ma, quando vede il suo ragazzo, non si ricorda di lui. Violet allora, interviene con la sua psicanalisi e nota che la donna si ricorda di tutto nei minimi dettagli, tranne che di lui. Colpita dalla cosa, ne parla con Pete che ravvisa nel suo comportamento una farsa in quanto probabilmente sta nascondendo qualcosa. Parlandone poi con la diretta interessata, scoprono che sta fingendo di non ricordarlo in quanto dopo essere guarita, si è resa conto di non amarlo. Pete vuole allora confessare tutto all'uomo ma dopo aver parlato con Violet si rende conto che è meglio non dire niente nonostante le accuse rivolte loro dall'uomo.
A fine giornata, Addison si ritrova sola con Naomi e riesce a piangere con lei per la sua paura di rimanere sola con un gatto; Charlotte e Cooper si ritrovano più uniti che mai e anche Violet e Pete sembrano compiere dei passi avanti.
- Guest star: James Morrison, Rosalind Chao, George Newbern, Geoffrey Arend, Susan May Pratt, Michael Patrick Thornton, Kacie Borrowman, Nic Novicki.

## La parte difficile
- Titolo originale: The Hard Part
- Diretto da: Mark Tinker
- Scritto da: Steve Blackman

### Trama
Sam ed Addison durante la loro solita camminata si imbattono in un uomo che riesce a spiegare loro di aver fatto un incidente con l'auto e che sotto al dirupo c'è la moglie. Addison subito si precipita a vedere e scopre che la donna è incinta. Sam intanto cerca con i mezzi più fortuiti di tenere in vita l'uomo. Mentre Addison cerca di tranquillizzare la donna che a quanto pare deve partorire in quel giorno, Sam prova ad andare a cercare aiuto quando però l'auto in cui si trovano Addison e la donna comincia a muoversi per cadere ancora più giù nel dirupo. Sam corre a vedere come stanno le due e scopre che Addison, ferita alla testa, è incastrata nell'auto. Sam allora decide di portare anche l'uomo lì vicino e di correre a cercare aiuto. Intanto, Addison si trova di fronte una situazione disperata: da un lato la donna sta per partorire e dall'altro l'uomo che si sta aggrappando con tutte le sue forze alla vita. Le doglie cominciano ma Addison capisce che il bambino è in posizione podalica e, con una mossa azzardata, riesce a metterlo in posizione con non poca sofferenza nella donna. Il parto avviene tra le urla della donna e le parole del marito che cerca di rassicurarla e, proprio in quel momento la donna confessa ad Addison che chiamerà la sua bambina "Addison". Arriva Sam con gli aiuti e mentre tentano di tirare fuori le due donne dall'auto, la donna ha una brutta emorragia prima bloccata dallo sportello che la fa morire. Addison, sconvolta, comincia ad urlare per farsi tirare fuori.
Intanto alla Ocean Side, Cooper e Charlotte stanno per uscire quando si imbattono in tre ragazzi che hanno abbandonato il matrimonio di uno di loro dopo che quest'ultimo ha preso delle pasticche per la prima notte di nozze. Interviene allora Charlotte: il ragazzo le confessa che lui e la sua neo-moglie hanno aspettato fino al matrimonio per avere la loro prima notte di nozze e che ora ha combinato questo guaio. Mentre Charlotte cerca di parlare con il ragazzo, arriva nell'ufficio la moglie che si imbatte in Cooper. I due entrano nella stanza e, quando la ragazza viene a conoscenza di quanto Charlotte farà al ragazzo, si sente male e corre in bagno. Qui incontra Violet che capisce che la ragazza è incinta. Sconvolta, la ragazza confessa tutto a Violet e le dice di aver tradito il suo ragazzo nonostante la loro promessa di rimanere vergini. Arriva il momento dell'operazione cui assistono tutti, nonostante Charlotte fosse contraria sia alla loro presenza sia a far confessare tutto alla ragazza. Durante l'operazione, la ragazza crolla e confessa del tradimento al ragazzo che, sconvolto, la caccia malamente. Poco dopo, Charlotte rimane sola con lui e gli confessa di aver avuto un marito che amava moltissimo e, dopo altre confessioni, riesce a convincere il ragazzo a tornare con lei. Violet, sentite le parole di Charlotte le chiede se Cooper lo sappia ma Charlotte le dice di aver mentito.
Intanto, Pete e Sheldon si trovano ancora a "combattere" per conquistare Violet.
A fine giornata, Addison e Sam fanno il punto della situazione e, presi un po' dalla tristezza, si baciano, capendo però che quello che stava succedendo non aveva senso.
Charlotte, in intimità con Cooper, le confessa di essere stata sposata, sconvolgendolo.
- Guest star: Ever Carradine, Gina Ravera, Brennan Elliott, Stephen Sowan, Hallee Hirsh.

## I peccati del padre
- Titolo originale: Sins of the Father
- Diretto da: Tom Verica
- Scritto da: Elizabeth J.B. Klaviter

### Trama
In un clima di tensione, arriva Dell alla Ocean Side e, con evidente euforia, informa tutti che nel week end si è sposato con Heater. La notizia lascia senza parole tutti e, preoccupate, Violet e Naomi intervengono non riuscendo però nel loro intento.
Pete si occupa di un suo vecchio paziente affetto da sarcoma. L'uomo, che sembrava non peggiorare, aveva richiesto come suo ultimo desiderio, di poter abbracciare la sua futura bambina. Dopo le ultime analisi però, la situazione clinica dell'uomo sembra essere peggiorata notevolmente e, visto il quadro, interviene il Dr.Gabriel Fife che propone una nuova terapia. Inizialmente contrari, dopo il colloquio con la famiglia, anche Pete si convince e inizia la nuova cura. Dopo la prima somministrazione, le condizioni del paziente non migliorano, anzi peggiorano tanto che la moglie, in preda alla disperazione prega Pete di smettere tutto. Ora il Dr.Fife, Pete e Naomi pensano a come poter esaudire l'ultimo desiderio dell'uomo e, concordi, ricorrono ad Addison. Inizialmente titubante, Addison si convince poi di anticipare il parto e poter così permettere all'uomo di abbracciare sua figlia.
Cooper si occupa di un suo vecchio paziente che, diabetico, vive con il padre in condizioni non adeguate, in quanto ha affermato da sempre di essere stato aggredito dal nuovo compagno dalla madre. Allo studio, poco dopo, arriva la mamma del bambino che accusa Cooper di sapere dove sia il suo bambino e di favoreggiare il marito che lo ha rapito. La notizia lascia sconvolti tutti, Charlotte compresa, che non sapevano di questa faccenda. Mentre tutti stanno parlando tra loro, arriva la polizia che arresta Cooper. In prigione, Cooper parla con l'avvocato dell'opposizione al quale non dice niente. L'indomani, è il giorno del processo e tutti sono lì a sostenere Cooper che, entrato in aula, presenta delle evidenti ferite in volto e, durante il processo, si ostina a non parlare e, alla fine, il giudice non fissa neanche una cauzione. Successivamente, Cooper parla con Charlotte e gli racconta tutto, chiedendole inoltre un favore: dovrebbe andare a curare al suo posto il bambino che ha preso una infezione. Charlotte, in preda al panico e alla rabbia, torna in ufficio dove si sfoga con Addison. La donna, poco dopo, nonostante le parole di Sam, decide di chiamare la polizia. Mentre Charlotte è al parco con il bambino, arriva la polizia e li prende, permettendo così il rilascio di Cooper. L'uomo, non appena vede il compagno della madre, gli urla contro e, quando incontra Addison, l'accusa di averlo tradito. La sera, mentre Cooper è con Charlotte, gli squilla il telefono e subito corre con Sam in ospedale dal suo piccolo paziente: il bambino, afferma che il suo patrigno l'ha di nuovo mal menato, ma quando Charlotte e Sam lo visitano, si rendono conto che le ferite sono troppo superficiali e, alla fine il bambino crolla dicendo che il patrigno non l'ha mai toccato e che si è inventato tutto solo per poter stare con suo padre. La confessione del bambino fa crollare Cooper.
Addison, arrivata in ufficio, incontra un uomo ad aspettarla, lasciando credere a tutti che sia un suo amante ma, poco dopo, si scopre che quello è il Capitano, suo padre. A pranzo, i due si incontrano ed Addison continua a dirgli che non vuole avere niente a che fare con lui fino a quando, dopo la giornata lavorativa, decide di incontrarlo nella sua stanza d'albergo, senza però perdonarlo per tutto il male che gli ha fatto.
- Guest star: Suzy Nakamura, Marguerite Moreau, Agnes Bruckner, Wayne Wilderson, Michael Patrick Thornton, Sean Bridgers, Joey Luthman, Stephen Collins.

## Delusioni
- Titolo originale: The Parent Trap
- Diretto da: Donna Deitch
- Scritto da: Craig Turk

### Trama
Addison e Pete si ritrovano a collaborare per una coppia di pazienti di Pete che aspetta un bambino e che, durante la gravidanza, ha dei problemi. Addison acconsente ad aiutare l'amico ma, quando conosce la coppia ha dei ripensamenti per proteggere sia il feto sia la donna: la donna infatti, è una sessantenne molto più grande del marito. Tornati in ufficio, Addison incontra, e presenta a Cooper e Violet suo padre, notando uno strano sguardo del padre nei confronti di Violet. Durante il pranzo, il Capitano chiede ad Addison di poter assistere ad un suo intervento, rendendo felice la figlia. La sera però, gli sguardi del padre verso Violet si concretizzano, tanto che i due finiscono per fare l'amore. Addison si trova quindi ad operare la sua donna sessantenne sotto gli occhi del padre e, finita l'operazione, la donna riceve i complimenti del padre cosa che la rende molto felice. Addison va così da Naomi a confessarle la sua gioia ma la donna la blocca dicendole di Violet e suo padre, sconvolgendola.
Intanto, Cooper, Charlotte e Violet si trovano a collaborare riguardo ad una coppia di pazienti ebrei che ha parecchi figli ma, rispettando alla lettera la loro religione, non può usare contraccettivi. La donna, parlando con Charlotte e Violet confessa però di essere felice del fatto che suo marito ultimamente non ha più voglie sessuali, in quanto non potrebbe affrontare un'altra gravidanza con successive cure per un altro figlio. Viene così convocato anche il marito che, affermando anche lui di amare sua moglie, dice che comunque anche lui non potrebbe sostenere un'altra gravidanza e che, però, non può usare contraccettivi. Con l'intento di aiutarli, i tre convocano un rabbino che però nega la possibilità di usare un contraccettivo. Riunitisi, i tre non sanno che fare fino a quando Cooper non dice che comunque la pillola potrebbe aiutare anche altre cose e così, con un sotterfugio, Violet riesce a convincere la donna a prendere la pillola.
Naomi, a casa, sta per uscire ma si ricorda di non aver preso le chiavi e, non appena rientra in casa, vede Maya scendere dalle scale con un abbigliamento non consono. Su tutte le furie, Naomi va da Sam e gli racconta tutto, trovando però il suo ormai ex marito non così arrabbiato. Naomi decide così di tornare a casa prima dove scopre sua figlia sul divano con un ragazzo. Ora su tutte le furie, chiama Sam che, parlando con Maya conferma di sapere di questo Dick ma che non sapeva che era il suo ragazzo. Naomi, sempre più sconvolta, caccia di casa la figlia per mandarla con Sam. Tra i due sembra esserci una buona sintonia così, Sam gli chiede di incontrare Dick. Tornato a casa dopo il lavoro, Sam si ritrova nel bel mezzo di una festa e, quando vede sua figlia amoreggiare con Dick, la caccia di casa rimandandola da sua madre.
A fine giornata, Addison su tutte le furie, va da Violet per chiederle perché sia andata con suo padre e, poco dopo, arrabbiata, confessa tutto a Pete che, pur colpito, cerca di ignorare Violet. Tornata a casa, Addison prova a parlare con il Capitano che però non riesce a parlarle e, quando lei se ne va, chiama Bizey, la madre di Addison, per dirle di parlare con sua figlia.
- Guest star: Mimi Kennedy, Devon Gummersall, Rebecca Field, Jonathan Goldstein, Geffri Maya, Stephen Lunsford, Stephen Collins.

## Esplosioni
- Titolo originale: Blowsup
- Diretto da: Mark Tinker
- Scritto da: Sonay Washington

### Trama
Una Addison visibilmente sconvolta, è in ascensore per salire al suo ufficio. Dell, pronto per andare a far partorire una donna, esce di casa dopo aver salutato Betsy ed Heater. Appena entrato in macchina però, la casa esplode.
7 ore prima: Addison va in aeroporto a prendere sua madre con la quale il rapporto non è migliorato. La sera in casa, insieme a Sam, nota come tra il Capitano e Bizey la sintonia sia delle migliori. Poco prima di far esplodere la sua rabbia però, Addison e Sam ricevono una chiamata dall'ospedale. Subito accorrono lì dove trovano un Dell sconvolto per le sorti della figlia e della moglie e, altrettanto sconvolti, Pete, Cooper, Naomi e la stessa Charlotte che dirige la sua équipe. Ora si dividono: Pete segue Heater e Cooper si dedica a Betsy. Poco dopo, Pete torna da Dell e lo informa, insieme a Charlotte, che l'incendio è stato scaturito da una pipetta per la droga che si stava preparando la moglie. In preda alla rabbia, Dell va da Heater che, moribonda, non riesce a reagire alle dure parole del marito che le augurano la morte. Intanto Betsy si riprende senza avere nessun trauma o ripercussione. I giorni passano e le condizioni di Heater non migliorano, anzi e così Pete consiglia all'amico di far vedere a Betsy per l'ultima volta sua madre, trovando però di fronte a sé un muro. Di nascosto, Pete porta Betsy dalla madre ma prima che possa entrare nella stanza viene bloccato da Dell che su tutte le furie lo prende a pugni. Infuriato, Dell rimane accanto alla figlia nonostante le suppliche fatte tramite gli altri di Heater. È ora Pete che va dalla donna che, sotto l'azione della morfina, lo scambia per Dell e gli chiede perdono, confessandogli il suo amore. Pete, inizialmente incapace di reagire, si finge poi Dell per il suo bene e, nel momento in cui entra Dell, la donna muore. Ora a Dell il compito più difficile: dire tutto a Betsy, ma a suo sostegno ci sono tutti i suoi amici.
Nel frattempo, Addison oltre a dover affrontare la situazione di Dell, a casa deve cercare di capire cosa nascondono il Capitano e Bizey ma, incapace di affrontarli si rifugia da Sam. Rientrando a casa, incontra poi Susan l'assistente della madre da sempre. Si ritrovano tutti insieme, in una situazione alquanto strana che fa esplodere Addison che nuovamente si rifugia da Sam. Pensando che il Capitano abbia una storia con Susan e convinta dalle parole dell'amico ad affrontarli una volta per tutte e cacciarli da casa sua, Addison torna a casa sua dove scopre Bizey che amoreggia con Susan. Sconvolta dalla cosa, si rifugia nuovamente da Sam. L'indomani, al lavoro, trova in Sheldon un confidente e, affrontando la madre, scopre che la sua relazione con Susan dura da sempre.
Finite le avventure di Dell ed Addison, il primo si trova con Betsy sorretto da una nuova famiglia; Addison invece, decide di cercare di perdonare la sua famiglia e si reca in aeroporto a salutarli, mostrando la sua comprensione.
- Guest star: JoBeth Williams, Agnes Bruckner, Ann Cusack, Stephen Collins.

## Un'altra seconda chance
- Titolo originale: Another Second Chance
- Diretto da: Michael Zinberg
- Scritto da: Krista Vernoff e Kathy McCormick

### Trama
Dopo la morte di Heater, Dell con Betsy si trasferisce a casa di Naomi, ma le cose non vanno per il meglio: la bambina è infatti molto arrabbiata con il padre per non averle permesso di salutare la madre e ha deciso di non parlargli. Solo dopo una dura confessione di Naomi, Dell riesce a chiedere scusa sia a Pete sia alla piccola, riuscendo così a sistemare le cose.
Addison ha intanto ricevuto la visita di Mark Sloan e di sua figlia, Sloan, che è incinta. La ragazza ha delle piccole complicazioni che mediante un'operazione potranno essere risolte. Ad aiutare Addison interviene anche Pete che, nonostante non abbia una particolare simpatia per Mark, aiuta la figlia a calmarsi. Intanto, le cose tra Mark ed Addison prendono una piega inaspettata e i due finiscono per copulare. La sera, mentre i due sono con Naomi e Sam a cena, Mark confessa di volersi trasferire lì con loro. L'indomani, è il giorno dell'operazione e tutto va per il meglio nonostante una piccola complicazione ma quando Sloan si risveglia confessa ad Addison di non volere quel bambino e Addison si trova così costretta a parlarle delle agenzie per l'adozione.
Intanto Cooper va a visitare a domicilio un suo piccolo paziente, Cody, e quando entra in casa sua trova una sorta di bazar con tutte le cose vecchie, rotte tenute dalla madre. Preoccupato per la salute del suo paziente, Cooper chiede aiuto a Violet che però dalla madre non riesce a scoprire niente. Sarà solo durante un colloquio con il piccolo Cody che scoprirà la causa del suo attaccamento alle cose vecchie. Nonostante le parole di Violet, Cooper chiama comunque i servizi sociali che però non intervengono per togliere Cody alla madre grazie all'aiuto di Violet. Cooper dopo aver concluso il suo caso, si trova faccia a faccia con Charlotte e, durante la brutta lite che li vede coinvolti, decide di lasciarla.
A fine giornata, Addison è ancora a letto con Mark, il quale continua a dirle di volersi trasferire ma, dopo un discorso fattogli dalla donna, capisce di amare ancora la piccola Grey e di non poter andare a vivere lì con lei spezzandole nuovamente il cuore. L'indomani, Addison è con il suo gatto quando arriva da lei Maya che ha seguito il consiglio di sua madre di parlare con qualcuno. In lacrime, la ragazza mostra ad Addison un test di gravidanza.
- Special guest star: Eric Dane
- Guest star: Molly Price, Geffri Maya, Leven Rambin, Nathan Gamble.
- Cross-over con l'episodio della serie Grey's Anatomy dal titolo Cambiamenti.

## La scelta più difficile
- Titolo originale: Best Laid Plans Online
- Diretto da: Bethany Rooney
- Scritto da: Patti Carr e Lara Olsen

### Trama
Pete e Naomi assistono ad un "miracolo" del dottor Fife che ha impiantato un braccio robotico in un paziente che, dopo la guerra, è rimasto mutilato. Le cose sembrano andare alla grande quando però Pete si rende conto che il ragazzo ha una brutta infezione. Pete, nonostante il dissenso di Gabriel, porta il ragazzo in ospedale e, quando si rende conto che non c'è più niente da fare, propone al ragazzo di togliere l'arto meccanico e, addirittura di amputare ancora per evitare che l'infezione si espanda ulteriormente.
Addison si trova a dover combattere con Sam e Naomi: Maya è andata da lei e le ha confessato di essere incinta. Sconvolti dalla cosa, Sam prova ad affrontarla mentre Naomi scappa, impaurita. Dopo diversi litigi, Maya si convince ad abortire, facendo contenti i genitori. Addison è lì, pronta per far abortire la "nipote" quando però si rende conto che lei non ne è convinta tanto che, dopo poco, le due escono e Maya confessa di voler proseguire la gravidanza. Su tutte le furie, Naomi la porta di forza nella stanza dove Dell sta facendo partorire una donna che non ha voluto medicine e che quindi sta soffrendo molto: dopo diverso tempo di sofferenza però, la donna finalmente partorisce e Maya si innamora subito di quel quadretto familiare. Naomi, ora sconvolta, se ne va nel suo ufficio dove, con sorpresa, trova conforto in Gabriel mentre Sam trova al suo fianco la sempre presente Addison.
Violet, stanca di ricevere i prodotti per neonati, va all'ufficio delle spedizioni dove, per un qui pro quo, la donna capisce che Violet ha perso il suo bambino. Al fianco di Violet c'è un uomo che ha appena perso la moglie. L'uomo, a sentire che Violet ha perso il suo bambino, si sente rincuorato e i due cominciano a parlare provando sollievo reciproco. Violet riesce ad aiutare l'uomo a tornare a casa e, quando riesce nel suo intento, gli confessa che il suo bambino non è morto, bensì lei lo ha abbandonato capendo che quello che ha fatto l'ha resa vuota.
- Guest star: Melissa McCarthy, Michael Patrick Thornton, Geffri Maya, Andy Comeau, Chris McKenna, Stephen Lunsford.

## Doppia scelta
- Titolo originale: Shotgun
- Diretto da: Karen Gaviola
- Scritto da: Jon Cowan e Robert Rovner

### Trama
Addison si trova a collaborare con Pete dopo aver fatto partorire una donna che aveva concepito quel bambino solo con l'intento di salvare le altre due figlie, gemelle, con il sangue del cordone ombelicale. Le due bambine infatti, affette da leucemia, sono troppo deboli per essere sottoposte a chemioterapia e solo il sangue del loro fratellino le può salvare. Come da routine, Addison fa le analisi dalle quali però, risulta che il sangue del bambino basta per salvare una sola bambina. I genitori si trovano ora di fronte una scelta che li pone su due fronti diversi: il padre vorrebbe salvarne una, facendo la sua scelta, mentre la madre non riesce a scegliere. Le condizioni di una delle due bambine peggiora e, grazie alle parole di Cooper ed Addison, anche la madre sceglie e, con il cuore spezzato, anche le bambine capiscono che è meglio così, nonostante la loro giovane età.
Sam, nel suo ufficio, accoglie Dick, il ragazzo di sua figlia che gli chiede il permesso di sposarla. Sconvolto dalla cosa, Sam cerca un appoggio da Naomi che però ancora si rifiuta di affrontare la cosa. Sam, ora solo ad affrontare il tutto, incontra la madre di Dick che, a quanto pare, ha già pianificato tutto e trova Sam disposto in quanto obbligato a collaborare a differenza di Naomi che non riesce nemmeno a partecipare all'incontro. Intanto, tra Sam ed Addison sembra aumentare sempre di più il feeling tanto che, oltre a baciarsi, tentano un approccio ulteriore che però viene interrotto dall'arrivo di Dell.
Violet decide di invitare Charlotte a vivere a casa sua, visto che le cose tra lei e Cooper non migliorano.
A fine giornata, Naomi si confida con Violet mostrandole le sue parole; Addison parla con Sheldon delle sue paure per il rapporto con Sam, omettendo però di specificare di chi si tratti ma, nonostante i consigli dell'amico, vedendo la reazione di Naomi ad un solo pensiero di lei a Sam, decide di non iniziare una possibile storia con l'uomo, nonostante quest'ultimo appare visibilmente scosso dalla cosa.
- Guest star: Rosanna Arquette, Geffri Maya, Stephen Lunsford, Jeff Hephner, Jennifer Hall.

## L'amore fa male
- Titolo originale: Love Bites
- Diretto da: Matthew Penn
- Scritto da: Dana Baratta

### Trama
Cooper, con l'aiuto di Pete, si occupa di una sua piccola paziente con evidenti segni di morsi sul collo. La ragazzina spiega che quello è il simbolo dell'amore eterno che le ha fatto il suo ragazzo. Dalle analisi però, risulta che ha contratto un'infezione così, i due medici, sono costretti a convocare anche il ragazzino che, fiero di sé, confessa di avere intorno numerose ragazzine che "vogliono il suo amore eterno", confidenza che sconvolge la piccola paziente di Cooper.
Sam e Addison, nonostante il loro rapporto ora si limiti, per scelta di Sam, al semplice rapporto di lavoro, si trovano costretti a collaborare dopo che Pete li ha convocati: una donna paziente di Addison, è caduta in acqua e rischia di morire per ipotermia. La donna però, dopo essere stata costretta al parto, non vuole curarsi finché non torni il compagno. Addison si reca allora da lui che però, non ne vuole sapere niente di lei in quanto non l'ama più. Saputa la cosa, la donna vuole lasciarsi morire ma, non appena vede il suo bambino, cambia idea e si lascia curare.
Fuori dal lavoro, Sam si sta occupando del matrimonio e, visto che Naomi non dà il suo appoggio, coinvolge Violet nei preparativi. Solo in un secondo momento, Naomi sembra interessarsi, anche se non troppo, ai preparativi.
La sera, è la serata per la premiazione di William White e, durante la festa, Naomi deve fare il discorso. Successivamente tra i due scoppia la scintilla. Intanto, durante la festa, Addison e Pete si ritrovano in sintonia, per lasciarsi poi travolgere dalla passione e si fanno compagnia in un rapporto sessuale e parlando dei loro veri amori.
- Guest star: James Morrison, Michael Patrick Thornton, Megan Henning, Benjamin Ciaramello, Kaitlyn Dever, Colin Ford.

## Finché morte non ci separi
- Titolo originale: Til Death Do Us Part
- Diretto da: Kenny Leon
- Scritto da: Craig Turk

### Trama
Dopo aver controllato un paziente di un collega, Cooper si ritrova proprio con quel collega, il dottor Scott Barker, nella sala limitrofa quando quest'ultimo gli chiede dei potenti farmaci a base di oppiacei per calmare il mal di schiena. Preoccupato per l'incolumità dei suoi pazienti, Cooper si rivolge a Charlotte, scoprendo però che quel dottore è il suo nuovo compagno. Infuriato, Cooper si rivolge a Violet la quale però non sa come aiutarlo fino a quando, vista la mancata presenza del dottore in ospedale, non interviene con le sue sedute per verificare la sanità di Scott. Dopo la prima seduta però, Violet sembra essere convinta che il dottore non abbia problemi ma, proprio in quell'istante, Cooper riceve una chiamata dall'ospedale dove, insieme a Charlotte, blocca l'intervento del dottor Barker.
Addison arriva allo studio dove incontra Sam e gli comunica di avere una relazione e, proprio in quel momento, arriva Pete a richiedere il suo aiuto. Addison subito si precipita e in ambulanza insieme a Pete e Naomi trova la paziente che, dopo un distacco di placenta, si trova a partorire dopo solo venticinque settimane. Il bambino riporta numerosi problemi ma i genitori vogliono che comunque Addison provi ad operare. La donna, nonostante abbia mostrato la sua voglia di non intervenire, si trova costretta ad operare ma, una volta usciti dalla sala operatoria e dopo aver elencato i vari disturbi e complicanze riportate, si tira indietro. I genitori però, vogliono comunque che il bambino viva e provano a sentire altri medici: solo dopo numerosi discorsi sia da parte di Pete sia di Naomi si convinceranno a lasciarlo andare.
Sam intanto, è sempre più coinvolto dal matrimonio che si terrà tra pochissimi giorni: i preparativi sono giunti quasi al termine ma il suo discorso non riesce a prendere forma e, in tutto ciò, ci si mette anche il rapporto con Addison, la continua presenza di Corinne (la madre di Dink) e l'assenza di Naomi.
È il giorno del matrimonio e, all'ultimo minuto, si presenta anche Naomi che rende la figlia felice. In chiesa, Charlotte comunica a Cooper che Scott è entrato in terapia e le cose sembrano andare per il meglio tra i due se non fosse per l'arrivo dell'accompagnatrice di Cooper.
Il matrimonio è stato celebrato ed è il momento del discorso di Sam che gli riesce benissimo. Addison va così a congratularsi con lui ma l'uomo le dice di non volerla vedere e la informa che ha capito che si vede con Pete. Intanto in bagno, Cooper e Charlotte si lasciano travolgere dalla passione.
- Guest star: Sara Rue, Rosanna Arquette, Bruno Campos, Geffri Maya, Stephen Lunsford.

## Paura di volare
- Titolo originale: Fear of Flying
- Diretto da: Mark Tinker
- Scritto da: Ayanna A. Floyd

### Trama
Dopo l'improvvisa partenza di Cooper e Violet per un viaggio, Sheldon si trova a curare una paziente di Violet con la fobia di volare a seguito di un incidente aereo avvenuto l'anno prima. La terapia con Violet sembrava aver funzionato fino a quando, nel volo trascorso con Sheldon, la donna non ha rivissuto quell'esperienza. In lacrime, racconta al nuovo psicanalista della sua esperienza passata e gli confessa di voler abbandonare la terapia. Con sorpresa, Sheldon si vede aiutato e confortato da Charlotte che a sua volta cerca aiuto dopo il rientro di Cooper dal viaggio.
Pete e Naomi si occupano di una coppia che, a seguito della loro prima volta, riscontra l'allergia di lei allo sperma. Preoccupati dalla cosa, accettano l'uso di precauzioni fino a quando Pete non troverà una cura ma, dopo la loro successiva volta, qualcosa va storto e la donna ha un'altra crisi che la porta quasi alla morte. Spaventato, l'uomo decide di lasciarla ma tutto si risolverà non appena Pete li riconvocherà annunciando loro di aver trovato una possibile cura.
Addison trova strano il comportamento di Sam che, a quanto pare, ha accettato la sua storia con Pete fino a quando non conosce la sua nuova ragazza: la neonatologa Vanessa Hoy. Nonostante le preoccupazioni, Addison e Sam si trovano a collaborare riguardo ad un caso dove l'uomo, purtroppo, ha contratto una forma molto forte di tubercolosi che, visto la scadenza del suo permesso di soggiorno, lo costringerà all'espatrio. La ragazza vorrebbe andare con lui ma a causa di alcune malformazioni nel bambino, Addison non la può lasciar andare. Nonostante le preghiere di Addison, Sam avverte il governo riguardo alle condizioni dell'uomo ma, sempre per far piacere ad Addison, permette all'uomo di vedere il suo bambino almeno una volta.
Naomi nel suo ufficio sembra aver trovato la pace dopo l'inizio della relazione con William ma, parlando con Addison, si rende conto di provare qualcosa per il dottor Fife.
La giornata è finita e Sheldon va da Charlotte per ringraziarla per quanto fatto per lui e la donna lo invita ad entrare. Poco dopo, arriva Cooper che trova i due a letto insieme.
Sam informa Addison che, nonostante pensi ancora a lei, sta cercando di andare avanti con Vanessa e la donna, colpita da ciò, si ritrova a piangere tra le braccia di Pete, a sua volta distrutto dalla decisione di Violet di non tornare.
- Guest star: James Morrison, Clea DuVall, Michael Patrick Thornton, Christina Chang, Emily Rose, Aldis Hodge, Adam Godley, Elizabeth Sampson.

## Triangoli
- Titolo originale: Triangles
- Diretto da: Tom Verica
- Scritto da: Steve Blackman

### Trama
Nonostante i continui litigi causati dalla relazione con Charlotte, Sheldon e Cooper si trovano a collaborare per un caso di una undicenne che, nonostante l'età, tende ad isolarsi a causa del suo amico immaginario. Sheldon dopo il primo colloquio con la bambina, riscontra in lei un inizio di schizofrenia cosa che però viene fermamente rifiutata dal padre che la porta via. La madre invece, preoccupata, torna da Cooper per raccontargli di un episodio che la fece preoccupare e, più tardi scopre un segreto del marito riguardo proprio la schizofrenia. Dopo un breve colloquio con Sheldon e Cooper, la famiglia si convince però a far curare la bambina.
Addison si reca in ospedale dove l'attende Keila, una madre surrogata incinta di ben tre gemelli. Dalle ultime ecografie però, Addison ha riscontrato un embolo dannoso per la sua salute che la porta ad affermare che, purtroppo, potrà portare avanti la gravidanza solo per un bambino. I genitori adottivi dei bambini, contrari alla cosa, chiedono un secondo parere a Vanessa che, nonostante le parole di Addison, propone loro un intervento che viene accettato sia da loro sia da Sam, che sarà lui stesso a farlo. L'operazione sembra essere andata per il meglio ma Addison non ne è ancora del tutto convinta. Intanto, la sua relazione con Pete va per il meglio e lui le chiede addirittura di farla diventare una cosa seria ma Addison, spaventata, chiede aiuto a Sheldon che le dice di prendere una decisione e di crescere. Poco dopo, Addison riceve la chiamata dell'ospedale in quanto la sua paziente ha avuto delle complicazioni: arrivata di corsa, viene affiancata da Vanessa ma durante l'operazione qualcosa va storto e la ragazza finisce in coma forzato, solo per far continuare a vivere i tre bambini.
Naomi intanto, viene "obbligata" da William ad andare a cena con Gabriel per convincersi del nuovo protocollo riguardo alla SLA e la cena ha una piega positiva tanto che, l'indomani, Naomi si scioglie e bacia il collega.
Pete invece, capisce che William insiste riguardo a quel protocollo in quanto ne ha bisogno personalmente.
La giornata è finita e Sheldon e Charlotte continuano la loro relazione mentre Addison si decide finalmente ad accettare la proposta di Pete e comunica la cosa anche a Sam ma, mentre i due si stanno abbracciando, arriva Naomi che fraintende la situazione ed obbliga, con il suo sguardo, Addison a confessarle del bacio: la donna sconvolta, se ne va insultando l'amica.
- Guest star: James Morrison, Micheal Patrick Thornton, Christina Chang, Derek Phillips, Judith Hoag, Michael Reilly Burke, Monica Keena, Lauren Bowles, Todd Babcock, Madeline Carroll.

## Staccare la spina
- Titolo originale: Pulling the Plung
- Diretto da: Ann Kindberg
- Scritto da: Kathy McCormick

### Trama
Dopo il problema avuto durante l'operazione con conseguente coma di Keila, Eddie decide di staccarle la spina che la tiene in vita. La sua decisione però crea due fazioni dove Addison è d'accordo con l'uomo mentre Vanessa si schiera con la famiglia adottiva. Questi ultimi, vista la ferma posizione di Eddie decidono di chiamare un avvocato. Intanto Addison decide di aiutare Pete con Lucas in quanto entrambi si sono ammalati. Le cose con Lucas non vanno bene in quanto il bambino non riesce a calmarsi e neanche l'intervento di Cooper aiuta Addison. Solo dopo molto tempo Lucas finalmente si calma ed Addison può riposare, nonostante l'influenza abbia preso anche lei.
Dell, vista l'assenza di Addison, si trova costretto ad occuparsi di una sua paziente allettata in quanto in procinto di partorire. Durante la prima visita, Dell nota una brutta tosse nella figlia che lo porta a tornare con Cooper. Arrivati, la bambina apre la porta e chiede aiuto per la madre: la donna è infatti scivolata e le si sono rotte le acque. Dell, aiutato da Cooper, si trova così costretto ad effettuare un parto in condizioni non ottimali ma, superati diversi ostacoli, il bambino riesce ad uscire sano e salvo.
Naomi, distrutta per aver scoperto il feeling nascente tra Addison e Sam, cerca di sfogarsi con Sheldon ma capisce poi che l'unica persona che la fa stare bene è Gabriel e così, dopo aver scoperto che William è partito a sua insaputa, decide di buttarsi con il dottor Fife e, dopo aver chiesto aiuto a Charlotte, finisce per farci sesso. Mentre i due sono a letto, Gabriel le confessa che il viaggio di William non è per lavoro bensì per curarsi in quanto è malato.
In ospedale, con l'assenza di Addison, intorno ad Eddie sono rimasti Sam, Vanessa e Charlotte i quali assistono, impotenti, alla scelta del giudice di vietare l'accesso a quella stanza fino a che i bambini non potranno nascere. L'uomo è distrutto e, grazie ad un improvviso aiuto di Charlotte, riesce ad entrare nella stanza. Improvvisamente però, dalla stanza comincia a suonare l'allarme: Eddie ha staccato la spina. Subito i tre medici accorrono per sistemare tutto quando, per miracolo, Keila comincia a respirare da sola.
A fine giornata, Charlotte si trova di fronte a Sheldon che la fa ragionare e le fa capire che è ancora innamorata di Cooper; Addison si stende accanto a Pete il quale però, nel sonno, pronuncia il nome di Violet dicendo di amarla; Naomi dopo aver scoperto la malattia di William corre in aeroporto per prendere il primo volo disponibile per Ginevra.
- Guest star: Michael Patrick Thornton, Christina Chang, Derek Phillips, Ryan Michael Bathe, Judith Hoag, Michael Reilly Burke, Monica Keena, Freda Foh Shen.

## Occhi ben aperti
- Titolo originale: Eyes wide open
- Diretto da: Eric Stoltz
- Scritto da: Jesse Zigelstein

### Trama
Dopo aver scoperto che sua moglie respira da sola, Eddie convoca l'équipe della dottoressa Ghinsberg affinché la sveglino dal coma. Arrivata in ospedale, Addison presenta il caso alla dottoressa e, con sua sorpresa, scopre che nella sua équipe c'è Amelia Shepherd, la sorella di Derek. Le due si ritrovano a parlare e Amelia la fa riflettere sul fatto di aver scelto Pete come ripiego tanto da portare Addison a confessare a Pete di aver detto di amare Violet. L'uomo però, la rassicura dicendo di amare lei. In ospedale intanto, dopo un primo controllo su Keila, la dottoressa Ghinsberg rifiuta qualsiasi tipo di intervento trovando però Amelia contraria così tanto da doverla licenziare. Parlando poi con Charlotte e spiegando tutta l'operazione ad Eddie, Amelia riceve il consenso di operare nonostante sia Addison sia Vanessa siano contrarie. L'operazione prende luogo senza che Vanessa venga chiamata e tutto sta andando per il meglio fino a quando non insorge un embolo che obbliga Addison a tirar fuori i bambini. Dopo un attimo di esitazione, convinta da Sam, Amelia riprende ad operare e, una volta usciti dalla sala operatoria assistono al miracolo: i bambini grazie ad Addison stanno bene mentre Keila si risveglia.
Charlotte chiede aiuto a Cooper per un suo progetto per gli anziani e i due collaborano. La conferenza non sembra andare per il meglio ma, finito il discorso, Cooper incontra un uomo del corso che gli chiede aiuto. Dopo i controlli, Charlotte è costretta a comunicare all'uomo che ha un cancro alla prostata e a porlo di fronte al fatto che, dopo essersi sottoposto alle cure, sarà impotente. L'uomo così se ne va, senza dare il suo consenso. Charlotte arrabbiata, cerca appoggio in Cooper che però le dà contro e così si ritrova a sfogarsi con Sheldon confessandogli anche di aver lasciato da solo Eddie nella stanza con la moglie. Cooper però, rendendosi conto di aver sbagliato, convoca nuovamente l'uomo convincendolo a sottoporsi alle cure. Charlotte così, fiera del loro operato, invita Cooper a bere qualcosa insieme ricevendo però un rifiuto.
Pete intanto, si trova costretto a sostituire Naomi e si ritrova a parlare con Gabriel scoprendo che l'uomo nutre dei veri sentimenti per Naomi.
Finita la giornata, Sam conferma a Vanessa di amare Addison mentre quest'ultima, stanca dopo il lavoro, va a casa da Pete dove l'attende la sua nuova famiglia. Mentre i tre stanno mangiando, suonano alla porta e Pete va ad aprire: è Violet che, tornata dal suo viaggio, vuole vedere Lucas ma vedendo Addison e il nuovo quadretto familiare rimane senza parole.
- Guest star: Nora Dunn, Michael Patrick Thornton, Caterina Scorsone, Christina Chang, Derek Phillips, Judith Hoag, Michael Reilly Burke, Monica Keena, Jack Axelrod.

## Seconda scelta
- Titolo originale: Second Choices
- Diretto da: Jeff Bleckner
- Scritto da: Patti Carr e Lara Olsen

### Trama
Con il suo ritorno, Violet crea dei problemi alla coppia Pete-Addison, specialmente in Addison in quanto si sente minacciata da lei e ha paura di perdere Lucas. Dopo aver parlato con Pete, Violet trascorre del tempo con Lucas durante il quale ha una conversazione cuore a cuore con Addison durante la quale le due si confessano una reciproca stima.
Intanto, Cooper ha a che fare con Oliver, un bambino affetto da pica che, dopo il neo-matrimonio della madre, sembra aver peggiorato la sua malattia. Dopo un iniziale controllo, Cooper chiede aiuto a Sheldon il quale conferma la malattia del bambino. Dopo un colloquio con la madre, la situazione non migliora fino a quando Cooper viene chiamato di corsa dall'ospedale dove il bambino è stato ricoverato. Dopo aver fatto fare una lavanda gastrica al piccolo, Cooper trova la madre nascosta in bagno a mangiare carta igienica. Sconvolto dalla verità nascosta dalla madre, Cooper l'attacca verbalmente e, successivamente, Sheldon capisce che l'amico ha subito uno shock da bambino. Cooper si reca infatti da Oliver il quale non vuole perdonare la madre per avergli mentito e, per rincuorarlo, gli racconta di un episodio analogo della sua infanzia.
Addison, nonostante i dilemmi personali, si concentra sul lavoro dove si trova a collaborare nuovamente con Amelia e Sam. I tre si trovano a collaborare riguardo Karl, marito di Lucia, il quale ritornato dall'Iraq ha dei problemi a rimanere sveglio. Da un primo esame neurologico, l'uomo non sembra avere niente ma a preoccupare i dottori è il suo elettrocardiogramma che mostra un'anomalia. Allontanatasi dal posto, Addison viene seguita da Lucia che la prega di trovare qualcosa che non va in Karl per farlo rimanere lì accanto a lei e al loro futuro bambino. Alla notizia, Sam non sembra voler collaborare ma durante l'operazione si trova costretto a fare una mossa che non gli permetterà di ripartire per la guerra, rendendo felice la moglie.
Violet intanto, cercando di recuperare il tempo perso con Lucas e di recuperare il suo lavoro, decide di chiedere a Pete di prendere con sé Lucas, cosa che l'uomo rifiuta fermamente marcando anche il fatto che la donna gli confessa che, durante il viaggio, aveva pensato di trasferirsi a New York.
A fine giornata, Charlotte si sente sempre più confusa riguardo al comportamento di Cooper. Addison si ritrova a parlare con Sam il quale la bacia proprio nel momento in cui entra Pete. Tra Addison e Pete inizia una dura conversazione fatta di confessioni durante la quale Pete mette la donna di fronte ad una scelta mentre fuori Sam si trova a discutere con Amelia. Violet e Cooper si ritrovano a parlare come ai vecchi tempi e Cooper capisce che il problema con Charlotte ha radici nel suo problema di infanzia mentre Violet gli confessa di voler fare causa a Pete per l'affidamento di Lucas.
- Guest star: Caterina Scorsone, Perrey Reeves, Camille Chen, Aaron Ashmore, Bobby Coleman.

## Segreti svelati
- Titolo originale: War
- Diretto da: Eric Stoltz
- Scritto da: Elizabeth Klaviter e Sonay Washington

### Trama
In un'alternanza di flashback viene mostrato il trascorso di Violet a New York dove in cerca di lavoro, si trovò di fronte quella che avrebbe dovuto sostituire scoprendo che era incinta. La visione della donna mise Violet in crisi portando la psicologa a convincerla a sottoporsi alla terapia. Dopo parecchio tempo, Violet riuscì così a sfogarsi e a tirare fuori tutto scoprendo che dietro il suo abbandono altro non c'era che la voglia di proteggere Lucas.
È arrivato il momento della causa di Violet a Pete per l'affidamento di Lucas e tra flashback e presente Violet, Pete, Dell, Sam, Addison, Cooper, Charlotte, Sheldon e a sorpresa Naomi, si ritrovano a testimoniare per la causa concordando tutti sul fatto che Violet non sia pronta ad essere una madre. La causa mette a dura prova i rapporti tra tutti e fa svelare segreti scottanti, verità nascoste di ogni persona che si presta alla confessione così da far diventare pubblico ciò che non si voleva far sapere per svariati motivi. Arriva il momento della decisione del giudice che, dopo aver ascoltato tutti, decide di dare l'affidamento unico a Pete e di permettere a Violet di far visita a Lucas. Dopo la causa, Naomi si ritrova a parlare con Sam di Maya, dell'amore per lei e del suo pancione; Addison viene, con sorpresa, ringraziata da Violet mentre Cooper si fa nuovamente avanti con Charlotte confessandole i suoi sentimenti. Tutto sembra finito quando Pete si presenta con Lucas alla porta di Addison per cercare di recuperare la sua nuova famiglia, sotto gli occhi impotenti di Sam che osserva la scena da casa sua.
- Guest star: Tracee Ellis Ross, Caroline Aaron, Caterina Scorsone, John Cothran Jr., Frances Fisher.

## Nel nome dell'amor
- Titolo originale: In the Name of Love
- Diretto da: Mark Tinker
- Scritto da: Fred Einesman

### Trama
Dell è allo studio per fare un'ecografia a Maya alla quale, finalmente, anche Naomi prenderà parte. Durante l'esame, Maya e Dell sono in perfetta sintonia e la ragazza spiega alla madre di come abbia pianificato alla perfezione tutto nonostante la sua assenza, facendole capire quanto sia cresciuta. Finito l'esame, Naomi torna al suo studio insieme a William e, preoccupata per lui chiede a Gabriel di provare su di lui il protocollo sperimentale, nonostante non fosse stato ancora approvato ricevendo però un no come risposta.
In ospedale, Addison si occupa di Kim, una ragazza incinta accompagnata dal padre, George, per un controllo. Dopo le prime analisi, notando uno strano comportamento nell'uomo, Addison chiede l'intervento di Sam che a sua volta nota che non è molto normale il comportamento che George ha nei confronti della figlia. Spinti da ciò, i due programmano nuovi esami per la ragazza che la costringeranno a rimanere in ospedale. Dai risultati però, Addison e Sam notano che Kim ha una malformazione cardiaca che si eredita esclusivamente dal padre, malformazione che però George non ha. Visto ciò e data la conferma di Sheldon, Addison e Sam capiscono che la ragazza è stata rapita e quando provano a dirglielo, George vorrebbe portarla via causando la rottura dell'aneurisma della ragazza. Sam ed Addison si trovano così ad operarla cercando di salvare sia lei sia la bambina in grembo e, ad operazione riuscita, la ragazza si ritrova sola senza George. Solo dopo, verrà raggiunta dai suoi veri genitori facendole ricordare cosa sia il vero amore.
Violet si trova di fronte Claire ed Irwin, una sua vecchia coppia in terapia. I ricordi di Violet sono molto negativi in quanto la donna aveva dei comportamenti poco rispettosi nei confronti di tutti e aveva problemi a controllare la rabbia ma, una volta entrata nel suo studio, nota un notevole cambiamento nella donna che è oggettivamente felice e gentile a causa, di quanto lei stessa conferma, del tocco di Dio. Preoccupata da ciò, Violet chiede la collaborazione di Amelia che dalla tac riscontra la presenza di un tumore nel cervello della donna. Claire inizialmente rifiuta ogni tipo di operazione ma solo dopo aver parlato con la stessa Amelia accetterà il trattamento. Durante l'operazione, Irwin confessa a Violet di aver paura di riavere indietro la vecchia Claire cosa che, effettivamente, avviene portandolo a lasciarla. La donna, dopo momenti di rabbia, accetta poi l'aiuto di Violet.
Intanto, le cose tra Cooper e Charlotte sembrano andare alla grande ma, quando la donna prova a parlargli, capisce che lui ancora non è pronto per una relazione e accetta così di uscire con Sheldon, che si è riscoperto innamorato di lei.
Pete riesce a trovare un punto d'incontro con Violet che sembra sempre più convinta, e pronta, di poter crescere Lucas. Tornata nel suo ufficio, Violet si decide finalmente a perdonare Cooper e, parlando, convince l'amico a correre da Charlotte a riprendersela.
Dell viene chiamato nel cuore della notte da Maya che ha le contrazioni e, in preda al dolore, gli chiede di essere portata in ospedale. Fuori dal pronto soccorso, li stanno aspettando Addison e Sam. Mentre i due sono in preda all'euforia, arriva un'ambulanza con un ferito grave che richiede la presenza di Sam in sala operatoria e, in quel momento, atterra un elicottero che sconvolge Addison: dall'elicottero scendono infatti Dell e Maya.
- Guest star: James Morrison, Michael Patrick Thornton, Amy Aquino, Timothy Bottoms, Caterina Scorsone, Larry Clarke, Sarah Hagan, Geffri Maya.

## La fine di una bella amicizia
- Titolo originale: The End of a Beautiful Friendship

Sam, Pete, Violet, Cooper, Naomi e Dink scoprono che Dell è morto

- Diretto da: Jeannot Szwarc
- Scritto da: Debora Cahn

### Trama
Mentre Sam è in sala operatoria, arriva in ospedale anche Charlotte che ha dovuto così disdire l'appuntamento con Sheldon che l'ha seguita lì. In quel momento, la donna arriva al pronto soccorso dove trova Addison che le dice che i pazienti sono Dell, seduto lì dietro di loro con un braccio rotto, e Maya cosciente sul tavolo operatorio. La ragazza racconta di come i dolori fossero strazianti fino al momento dell'epidurale. Sconvolte, Charlotte ed Addison si rivolgono a Dell che nega di averle fatto l'epidurale capendo così che la ragazza ha una frattura alla colonna vertebrale e, in preda al panico, Addison urla a Charlotte di chiamare Amelia. In quel momento arriva anche Cooper che vuole riprendersi Charlotte ma tocca a Sheldon metterlo di fronte ai fatti mentre arrivano anche Pete e Violet.
Sta arrivando anche Naomi che, visto l'imminente parto, ha lasciato William nelle mani di Gabriel e, in un momento di confidenza, William gli confessa quanto accaduto a Maya e gli dice di accorrere da lei in quanto per lui non c'è più tempo e gli chiede di raccontare una bugia a Naomi fino a quando Maya non sarà fuori pericolo.
Arrivata in ospedale, Naomi è euforica per l'arrivo del nipote quando però la sua gioia viene smorzata da Violet che le racconta dell'accaduto. In egual modo, Sam viene informato riguardo alle condizioni di Maya da Pete. Ora Addison, Naomi e Dell si trovano in sala operatoria per un cesareo quando però, provando a togliere il bambino, i valori di Maya calano drasticamente. Usciti dalla sala operatoria, arriva anche Dink euforico per l'imminente parto ma, vedendo tutti molto tristi non capisce, fino a quando non viene messo al corrente dell'accaduto. Ora tutti si ritrovano intorno al letto di Maya con la ragazza priva di conoscenza e, nonostante le opzioni non prevedano la sopravvivenza di entrambi se non con conseguente paralisi della ragazza, Gabriel propone una soluzione alternativa che sembra convincere tutti.
Le sale operatorie ora si dividono e Sam continua l'operazione dell'uomo dell'incidente. Mentre sta operando però, sospetta che quello sia l'uomo che ha causato l'incidente e si blocca, venendo però fatto rinsavire da Pete che gli giura che quell'uomo non è il responsabile della condizione di Maya. Intanto fuori, Charlotte sta aspettando l'arrivo del dottor Mason che darà il cambio a Sam quando Cooper, disperato per Maya, le chiede di sposarlo. Attonita, Charlotte rientra con il dottor Mason che, salutando Sam, gli conferma che quello era l'uomo responsabile dell'incidente di Maya, cosa che sfocia con un pugno di Sam contro Pete. Nella sala d'attesa, si ritrovano Violet, Pete, Naomi, Sam, Sheldon, Dink e Cooper e, mentre provano a sdrammatizzare, in sala operatoria Addison, Amelia e Gabriel cercano di salvare le vite di Maya e del bambino. Mentre l'operazione procede tra alti e bassi, in sala d'attesa Dell ha perso i sensi e, preoccupati, chiamano Charlotte che subito predispone una sala operatoria per Dell che ha un'emorragia cranica. Il ragazzo sembra stare meglio ma, da un esame post operatorio, Charlotte si rende conto che l'emorragia è presente anche nell'altro lato e, preoccupata, richiede subito degli esami. Di corsa, porta i risultati da Amelia che ancora sta operando Maya e la ragazza conferma la presenza di sangue e, quando viene messa a conoscenza del fatto che il paziente è Dell, si sbriga per poterlo salvare. Intanto il ragazzo, cosciente, parla con Betsy e con i suoi amici. In sala operatoria Maya e il bambino sono salvi ma Amelia, corsa da Dell, non riesce a salvarlo e, arrivati dagli altri, le due donne sostenendosi sono costrette a dare la bella e brutta notizia. Finita la giornata tra gioia e disperazione, Betsy verrà affidata ad una zia, Gabriel racconta la verità a Naomi riguardo William; Addison si rende conto che Violet è pronta per Pete e decide così di lasciarlo mentre Cooper si riprende l'anello di Charlotte per farle la proposta l'indomani in una situazione più romantica.
L'indomani, dopo aver parlato con Sheldon, Addison si convince e va da Sam e, dopo essersi nuovamente confessati i loro sentimenti, i due finiscono per fare l'amore.
- Guest star: James Morrison, Michael Patrick Thornton, Caterina Scorsone, Geffri Maya, Stephen Lunsford.